# Lucinda Williams
Lucinda Williams (Louisiana, 26 de gener de 1953) és una cantautora estatunidenca de música folk, rock i country. Ha obtingut tres premis Grammy.

## Carrera musical
Amb poc més de 20 anys, tocava a Austin i Houston una barreja de folk, rock i country. El 1978 va gravar el seu primer disc (Ramblin') que consistia en una col·lecció de versions de temes country i blues. El 1980 va publicar Happy woman Blues, amb temes de creació pròpia. Cap dels dos àlbums va tenir massa repercussió. A començaments de la dècada dels 80 es va traslladar a Los Angeles, i allà va començar a tenir una reputació amb les seves actuacions, tant elèctriques com acústiques. Més tard es va instal·lar a Nashville, Tennessee. El 1988 va editar un nou àlbum titulat Lucinda Williams. El tema "Changed the Locks", sobre la ruptura d'una relació, es va radiar en emissores de tot el país i va aconseguir que fins i tot Tom Petty es fes seguidor seu i gravés una versió d'aquest tema.
La seva següent gravació, Sweet Old World és un álbum de to melancòlic en el qual estan molt presents els temes de la mort i el suïcidi.
La seva següent gravació va aparèixer el 1998 mab el títol de Car wheels on a gravel road. Aquest disc, premiat amb un Grammy, li va prporcionar finalment l'èxit comercial. Un dels temes del disc, "Still I long for your kiss" va formar part de la banda sonora de la pel·lícula de Robert Redford L'home que xiuxiuejava als cavalls. Després del disc, Williams va realitzar una gira amb Bob Dylan.
Després d'aquest àlbum, Williams, que és més aviat lenta en la gravació d'estudi i té fama de perfeccionista, grava Essence (2001) i World without tears (2005).
Abans de publicar el seu últim treball, Little Honey (2008), Williams treu a la venda un directe dedicat a la seva mare recentment morta. El directe conté 13 temes dels 27 que escriu per a la seva mare.

## Discografia

### Àlbums d'estudi
- 1979 - Ramblin'
- 1980 - Happy woman blues
- 1988 - Lucinda Williams
- 1992 - Sweet Old World
- 1998 - Car wheels on a gravel road
- 2001 - Essence
- 2003 - World without tears
- 2007 - West
- 2008 - Little honey

### Àlbums en directe
- 2005 - Live @The Filmore

### DVD
- 2005 - Lucinda Williams - Live from Austin, TX

## Guardons
Nominacions
- 2010: Grammy al millor àlbum d'americana
- 2012: Grammy al millor àlbum d'americana